# جاریوس هولمس
جاریوس هولمس (انگلیسی: Jarius Holmes؛ زادهٔ ۲۶ مارس ۱۹۸۶) بازیکن فوتبال اهل ایالات متحده آمریکا است.